# Czersk Świecki
Czersk Świecki – wieś w Polsce położona w województwie kujawsko-pomorskim, w powiecie świeckim, w gminie Jeżewo.
W latach 1975–1998 miejscowość administracyjnie należała do województwa bydgoskiego. Według Narodowego Spisu Powszechnego (III 2011 r.) liczyła 413 mieszkańców. Jest czwartą co do wielkości miejscowością gminy Jeżewo.
W miejscowości był przystanek kolejowy Czersk Świecki.

## Historia
Stara wieś kociewska, wzmiankowana po raz pierwszy w 1452 jako Czyrskie. W kolejnych latach zapisywana jako Szirsken (1489 r.), Czersk (1534 r.), Czierska (1570 r.), Czersko (1584 r.), Czersk Świecki (1936 r.), niem. Helenenfelde. Nazwa wsi jest typem nazwy topograficznej interpretowanej dwojako: jako powstałej od przymiotnika "czarny" (o glebie); lub też od nazwy płynącej przez wieś rzeki Czarna (obecnie w okolicy nie ma żadnej rzeczki). W XX wieku pojawia się człon odróżniający od innych miejscowości o tej nazwie (Świecki). Nazwa niemiecka "Helenenfelde" składa się z pierwszego członu kulturowego od imienia "Helene" i od "Felde - pole.
Czersk był wsią rycerską (szlachecką) zorganizowaną całkowicie na prawie chełmińskim. Pierwszym udokumentowanym właścicielem wsi była Orthey Sackrau (1477 r.). W 1489 r. Czersk nabył Hans Szirszken. Tenże wydał przywilej sołecki, z którego dowiadujemy się, że sołtys użytkował 2 łany ziemi (ok.35 ha) i miał prawo do łowienia ryb w miejscowym jeziorze. W zamian musiał wykonać następujące obowiązki: podstawianie koni na podróż właściciela wsi, służbę wojskową, zbieranie czynszów i innych opłat od gospodarzy, wypełnianie podstawowych zadań sądowniczych. W połowie XVI wieku dobra znalazły się w rękach Bychowskich, a następnie w rękach Walewskich. W 1695 r. Czersk przeszedł za 11 000 guldenów we władanie rodziny Pląskowskich herbu Oksza, którzy to trzymali dobra do 1828 r. W wyniku reform agrarnych w latach trzydziestych XIX wieku władze pruskie dokonały separacji dóbr czerskich, co doprowadziło do ukształtowania się wsi włościańskiej Czersk na obszarze 509 ha. (1880 r.) Pewną część dóbr Pląskowskich z Czerska przejął ród Gordonów z pobliskich Laskowic (lasy).
Pierwsze informacje o obszarze wsi pochodzą z XVI wieku i podają, że wieś liczyła 14 łanów ziemi (ok. 242 ha). W 1772 r. wieś z nowymi osadami: Borce i Skrzynki miała 19 łanów (ok. 323 ha), z tego 4 łany stanowiły obszary leśne. W 1921 r. areał Czerska wynosił 570 ha. Pierwsze dane liczbowe o mieszkańcach wsi pochodzą z 1772 r. i podają liczę 68 mieszkańców. W ponad sto lat później (1885 r.) Czersk zamieszkiwało 573 mieszkańców i było to największe skupisko ludności na obszarze dzisiejszej gminy Jeżewo (w 1885 r. Jeżewo liczyło 546 mieszkańców, Laskowice - 478 mieszkańców). Czersk i okolice były terenami znacznej kolonizacji niemieckiej. W 1772 r. wszyscy mieszkańcy wsi w liczbie 68 zakwalifikowano jako wyznawcy luteranizmu. Pod koniec XIX wieku wieś w większości zamieszkiwali ewangelicy - 371 osób, podczas gdy 202 mieszkańców deklarowało przynależność do katolicyzmu (dane z 1885 r.). W latach dwudziestych XIX wieku władze pruskie na trwałe zaczęły w Czersku organizować szkolnictwo podstawowe. W 1840 r. w centrum wsi wybudowano murowany budynek szkolny, który przetrwał do dziś. W 1906 r. wieś uzyskała połączenie kolejowe dzięki oddaniu do użytku linii kolejowej Laskowice Pomorskie - Szlachta - Czersk.
W pobliskich Borach Tucholskich w czasie drugiej wojny światowej Komenda Pomorskiego Okręgu AK dysponowała kilkoma oddziałami partyzanckimi. Do największych oddziałów należało zgrupowanie Alojzego Bruskiego "Graba", które z 21/22 września 1944 r. przeprowadziło udaną akcję w Czersku Świeckim. We wsi znajdowała się zlokalizowana w miejscowej szkole i karczmie baza lotników niemieckich, przeprowadzających ćwiczenia w pobliskich lasach. Atak przeprowadzili żołnierze AK zgrupowania "Świerki-101" oraz oddziału "Jedliny-102" (łącznie ok. 130 osób). Dobre rozpoznanie i zaskoczenie przyniosło pełny sukces żołnierzom AK. Straty niemieckie wyniosły ponad 10 zabitych i kilkunastu rannych, natomiast po stronie polskiej był tylko jeden ranny. 20 września 1992 r. na frontowej ścianie budynku szkolnego uroczyście odsłonięto pamiątkową tablicę przypominającą wydarzenia z 1944 r. Napis na tablicy głosi: "Gdy Warszawa walczyła i płonęła w Powstaniu, żołnierze Armii Krajowej zgrupowania "Świerki" wraz z oddziałem "Jedlin" 21/22 września 1944 r. zaatakowali w Czersku Świeckim bazę niemieckich najeźdźców, by nie czuli się bezpiecznie na naszej ziemi". Chwała niezłomnym partyzantom: Społeczeństwo i Światowy Związek Żołnierzy Armii Krajowej. Okręg Bydgoszcz - Koło Pomorze 1992.
Źródła powstałe w Polsce Ludowej podają, że akcja była wspólnym dziełem oddziału AK "Graba" oraz ściśle z nim współpracującego polsko-radzieckiego oddziału partyzanckiego działającego w ramach Armii Ludowej pod dowództwem por. Kazimierza Waluka (ps. "Bystrooki", "Czarny"). Skutkiem akcji miało być zdobycie kilkudziesięciu worków żywności z magazynu wojskowego. W akcji miało brać udział 60 partyzantów. Ranny po stronie partyzantów nazywał się Kalinowski. Wspólna akcja "Graba" z oddziałem AL miała być negatywnie oceniona przez dowództwo okręgu AK.